# 調和微分形式
調和微分形式（ちょうわびぶんけいしき）とは、数学において曲面上の実 1-形式 ω として、ω とその共役 1-形式 ω* 両方が閉形式のことをいう。

## 解説
2-次元実解析多様体の上で定義された実 1-形式の場合を考える。さらに複素微分形式の実部となる実 1-形式を考える。
ω = A dx + B dy とし、形式的に 共役 1-形式を 
ω* = A dy − B dx と定義する。

## 動機
調和微分形式は明らかに複素解析に関係している．複素数 z を実部と虚部に分けて、それぞれを x と y とし、
z = x + iy とする．複素解析の観点から、
ω + iω* = (A − iB)(dx + i dy) となり、従って dz がゼロに近付くとき商 (ω + iω*)/dz は極限を取る。言い換えると、ω* は、微分（解析性）の概念に関連している。もうひとつの概念である虚数単位は、
(ω*)* = −ω である（まさに 
i2 = −1 と同じである）。
与えられた函数 f に対し、ω = df とする。つまり
{\displaystyle \omega ={\biggl (}{\frac {\partial f}{\partial x}}{\biggr )}dx+{\biggl (}{\frac {\partial f}{\partial y}}{\biggr )}dy}
ここに ∂ は偏微分を表す。すると、
{\displaystyle (df)^{*}={\biggl (}{\frac {\partial f}{\partial x}}{\biggr )}dy-{\biggl (}{\frac {\partial f}{\partial y}}{\biggr )}dx}
となる。ここで注意することは{\displaystyle d(df)^{*}} はいつもゼロとは限らないことで、実際、
{\displaystyle d(df)^{*}=\Delta f\ dx\ dy}
であり、ここに
{\displaystyle \Delta f={\frac {\partial ^{2}f}{\partial x^{2}}}+{\frac {\partial ^{2}f}{\partial y^{2}}}}
が示される。

## コーシー・リーマンの方程式
上で見たように、ω と ω* がともに閉形式のときに、1-形式 ω を 調和的 という。このことは 
∂A/∂y = ∂B/∂x (ω が閉形式のとき) でかつ ∂B/∂y = −∂A/∂x (ω* が閉形式のとき) であることを意味する。これらは、A − iB のコーシー・リーマンの方程式という。普通、これらは、u(x, y) + iv(x, y) の項で表すと、
{\displaystyle {\frac {\partial u}{\partial x}}={\frac {\partial v}{\partial y}}\ \ \ \ {\frac {\partial v}{\partial x}}=-{\frac {\partial u}{\partial y}}}
となる。

## 結果
- 調和微分 (1-形式) は正確に（解析的）複素微分形式の実部に一致する[1]。これを証明するためには、u + iv が、x + iy で局所的に解析函数であるときに、コーシー・リーマンの方程式を満たすことを示せばよい。もちろん、解析函数 w(z) = u + iv は、何らか（すなわち ∫ w(z) dz）の局所での微分である。
- 調和微分形式 ω は（局所的に）正確にラプラス方程式 Δf = 0 の解 f の微分 df である[1]。
- ω が調和微分形式であれば、ω* もまた調和微分形式である[1]。